# Convocazioni al campionato nordamericano maschile di pallavolo 2011
Elenco dei giocatori convocati per il campionato nordamericano 2011.

## Canada
| N° | Nome                 | Ruolo | Data di nascita   | Squadra              |
| -- | -------------------- | ----- | ----------------- | -------------------- |
| -  | Glen Hoag            | All   | 6 dicembre 1958   | Arkas                |
| 2  | Nicholas Cundy       | S     | 14 settembre 1983 | Cannes               |
| 3  | Daniel Lewis         | L     | 3 aprile 1976     | ACH Volley           |
| 4  | Joshua Howatson      | P     | 7 ottobre 1984    | Maliye Milli Piyango |
| 6  | Justin Duff          | C     | 10 maggio 1988    | Vienna hotVolleys    |
| 8  | Adam Simac           | C     | 9 agosto 1983     | ACH Volley           |
| 9  | Dustin Schneider     | P     | 30 maggio 1991    | Benfica              |
| 10 | Toontje van Lankvelt | S     | 1º luglio 1984    | Asse-Lennik          |
| 11 | Steve Brinkman       | C     | 12 gennaio 1978   | FC Tokyo             |
| 12 | Gavin Schmitt        | S/O   | 27 gennaio 1986   | Samsung Bluefangs    |
| 15 | Frederic Winters     | S     | 25 settembre 1982 | Friedrichshafen      |
| 17 | Alexandre Gaumont    | S     | 26 novembre 1984  | Beauvais             |
| 18 | John Perrin          | S     | 17 agosto 1989    | Canada               |

## Costa Rica
| N° | Nome              | Ruolo | Data di nascita  | Squadra    |
| -- | ----------------- | ----- | ---------------- | ---------- |
| -  | Cesar Salas       | All   | -                | -          |
| 4  | Esteban Rodríguez | P     | 10 febbraio 1986 | Tenis Club |
| 5  | Jeffry Calderón   | S/O   | -                | -          |
| 6  | Jorge White       | -     | -                | San José   |
| 8  | Carlos Quesada    | -     | -                | San José   |
| 9  | Rommel Fernández  | C     | -                | San José   |
| 10 | José Suárez       | S     | -                | UNED       |
| 11 | Richard Smith     | S     | 13 dicembre 1987 | San José   |
| 12 | Luis Sánchez      | -     | 5 dicembre 1981  | UNED       |
| 13 | José Acuña        | L     | -                | San José   |
| 15 | Jorge Álvarez     | C     | -                | -          |
| 16 | Arturo Cruz       | -     | -                | San José   |
| 18 | José Zumbado      | S     | -                | Tenis Club |

## Cuba
| N° | Nome               | Ruolo | Data di nascita   | Squadra                |
| -- | ------------------ | ----- | ----------------- | ---------------------- |
| -  | Orlando Samuels    | All   | -                 | -                      |
| 1  | Wilfredo León      | S     | 31 luglio 1993    | Orientales de Santiago |
| 3  | Gustavo Leyva      | L     | 14 dicembre 1985  | Capitolinos de Havana  |
| 4  | Yassel Perdomo     | C     | 23 marzo 1993     | Centrales              |
| 5  | Leandro Macías     | P     | 13 febbraio 1990  | Orientales de Santiago |
| 6  | Keibel Gutiérrez   | L     | 6 maggio 1987     | Orientales de Santiago |
| 7  | Osmany Camejo      | C     | 18 febbraio 1983  | Orientales de Santiago |
| 10 | Denny Hernandez    | S     | 24 febbraio 1994  | Pinar del Río          |
| 12 | Henry Bell         | S     | 27 luglio 1982    | Orientales de Santiago |
| 14 | Raydel Hierrezuelo | P     | 14 luglio 1987    | Capitolinos de Havana  |
| 16 | Isbel Mesa         | C     | 2 giugno 1989     | Orientales de Santiago |
| 18 | Yoandry Díaz       | P     | 4 gennaio 1985    | Orientales de Santiago |
| 20 | Fernando Hernández | S/O   | 11 settembre 1989 | Orientales de Santiago |

## Messico
| N° | Nome            | Ruolo | Data di nascita   | Squadra          |
| -- | --------------- | ----- | ----------------- | ---------------- |
| -  | Jorge Azair     | All   | -                 | -                |
| 2  | Edgar Herrera   | S     | 22 gennaio 1988   | Chihuahua        |
| 6  | Samuel Cordova  | C     | 13 marzo 1989     | Sonora           |
| 7  | Iván Contreras  | S     | 29 gennaio 1974   | Roeselare        |
| 8  | Ignacio Ramírez | P     | 19 settembre 1976 | Nayarit          |
| 11 | Ismael Guerrero | C     | 15 marzo 1988     | Sinaloa          |
| 12 | Daniel Vargas   | S/O   | 1º settembre 1986 | UNAM             |
| 13 | Marco Macías    | S     | 12 febbraio 1985  | Distrito Federal |
| 14 | Tomás Aguilera  | C     | 15 novembre 1988  | Esquimo          |
| 16 | Jorge Barajas   | P     | 7 maggio 1991     | Colima           |
| 17 | Jorge Quiñones  | S     | 13 novembre 1981  | Guanajuato       |
| 19 | David Medina    | L     | 12 aprile 1986    | Chihuahua        |

## Porto Rico
| N° | Nome              | Ruolo | Data di nascita  | Squadra               |
| -- | ----------------- | ----- | ---------------- | --------------------- |
| -  | Carlos Cardona    | All   | -                | -                     |
| 1  | José Rivera       | S     | 2 luglio 1977    | Callipo               |
| 2  | Gregory Berríos   | L     | 24 gennaio 1979  | Gazélec Ajaccio       |
| 3  | Juan Figueroa     | S/O   | 3 giugno 1986    | Plataneros de Corozal |
| 4  | Víctor Rivera     | S     | 30 agosto 1976   | Stade Poitevin        |
| 6  | Roberto Muñiz     | S     | 11 giugno 1980   | Leones de Ponce       |
| 7  | Enrique Escalante | C     | 6 agosto 1984    | Paris                 |
| 9  | Edgardo Goás      | P     | 27 gennaio 1989  | Penn State            |
| 13 | Jean Carlos Ortíz | S/O   | 23 febbraio 1988 | Indios de Mayagüez    |
| 14 | Fernando Morales  | P     | 4 febbraio 1982  | Plataneros de Corozal |
| 15 | Ezequiel Cruz     | S     | 15 luglio 1986   | Plataneros de Corozal |
| 16 | Sequiel Sánchez   | S     | 24 marzo 1990    | Porto Rico            |
| 17 | Pedrito Sierra    | C     | 21 luglio 1989   |                       |

## Saint Lucia
| N° | Nome              | Ruolo | Data di nascita   | Squadra                  |
| -- | ----------------- | ----- | ----------------- | ------------------------ |
| -  | Kendall Charlery  | All   | -                 | -                        |
| 1  | Joseph Clercent   | C     | 1º maggio 1984    | Jetsetters Volleyball    |
| 2  | Shane Roachford   | S     | 12 ottobre 1978   | Dig Set Point Volleyball |
| 3  | Benson Tertullien | L     | 20 aprile 1981    | Evolucian Volleyball     |
| 4  | Amobi Armstrong   | P     | 12 ottobre 1984   | -                        |
| 6  | Dayne Williams    | C     | 13 settembre 1979 | Jetsetters Volleyball    |
| 8  | Kaji Charles      | -     | 9 gennaio 1983    | Le Club Volleyball       |
| 10 | Julian Bissette   | S/O   | 17 febbraio 1991  | Jetsetters Volleyball    |
| 11 | Servin Mongroo    | P     | 27 novembre 1976  | -                        |
| 12 | Jason Octave      | S     | 1º luglio 1980    | -                        |
| 13 | Keson Edmund      | S     | 7 aprile 1987     | Jetsetters Volleyball    |
| 15 | Kervin Jean       | -     | 31 marzo 1979     | -                        |
| 16 | Gillan Octave     | -     | 7 novembre 1991   | Le Club Volleyball       |

## Stati Uniti
| N° | Nome              | Ruolo | Data di nascita  | Squadra           |
| -- | ----------------- | ----- | ---------------- | ----------------- |
| -  | Alan Knipe        | All   | -                | -                 |
| 1  | Matthew Anderson  | S     | 18 aprile 1987   | Callipo           |
| 2  | Sean Rooney       | S     | 13 novembre 1982 | Gabeca            |
| 3  | Evan Patak        | S/O   | 23 giugno 1984   | Korean Air Jumbos |
| 4  | David Lee         | C     | 8 marzo 1982     | Kuzbass           |
| 5  | Richard Lambourne | L     | 6 maggio 1975    | Fart Kielce       |
| 6  | Paul Lotman       | S     | 3 novembre 1985  | BluVolley Verona  |
| 9  | Ryan Millar       | C     | 22 gennaio 1978  | Asseco Resovia    |
| 13 | Clayton Stanley   | O     | 20 gennaio 1978  | Ural              |
| 14 | Kevin Hansen      | P     | 19 marzo 1982    | Fakel             |
| 15 | Brian Thornton    | P     | 22 aprile 1985   | Chaumont          |
| 16 | Jayson Jablonsky  | S     | 23 luglio 1985   | Olympiakos        |
| 17 | Maxwell Holt      | C     | 15 febbraio 1984 | Piacenza          |

## Trinidad e Tobago
| N° | Nome                | Ruolo | Data di nascita  | Squadra                  |
| -- | ------------------- | ----- | ---------------- | ------------------------ |
| -  | Gideon Dickson      | All   | -                | -                        |
| 1  | Jessel Davis        | C     | 15 novembre 1982 | BIG SE Port of Spain     |
| 3  | Ryan Mahadeo        | L     | 24 novembre 1978 | Southern Utd. VB Academy |
| 4  | Nolan Tash          | -     | 14 gennaio 1977  | BIG SE Port of Spain     |
| 7  | Sean Morrison       | -     | 4 ottobre 1983   | Technocrats              |
| 8  | Saleem Ali          | P     | 1º aprile 1979   | Glamorgans               |
| 11 | Ryan Stewart        | S     | 8 giugno 1990    | Glamorgans               |
| 12 | Simon Blake         | S     | 12 luglio 1990   | Toco Youth VB Academy    |
| 13 | Brandon Legall      | -     | 8 luglio 1993    | BIG SE Port of Spain     |
| 14 | Marc-Anthony Honoré | C     | 6 dicembre 1984  | Vagner Nunes             |
| 15 | Abraham Eccles      | -     | 25 febbraio 1988 | Toco Youth VB Academy    |
| 16 | Russel Peña         | P     | 5 gennaio 1985   | Toco Youth VB Academy    |
| 17 | Hollis Charles      | -     | 10 gennaio 1986  | Technocrats              |